# 長谷川政春
長谷川 政春（はせがわ まさはる、1939年1月2日 - ）は、日本の国文学者。清泉女子大学名誉教授。

## 略歴
岐阜県生まれ。愛知大学法学部を経て1964年國學院大學文学科卒業、69年同大学院博士課程中退。國學院大學文学部助手、東横学園女子短期大学助教授、教授、清泉女子大学教授、副学長、2010年定年退任、名誉教授。古典文学および折口信夫が専門。物語研究会創設メンバーのひとり。『新編折口信夫全集』全40巻刊行の中心的な役割を果たした。

## 著書
- 『紀貫之論』有精堂出版、新鋭研究叢書  1984年
- 『<境界>からの発想 旅の文学・恋の文学』(叢刊・日本の文学)、新典社、 1989年
- 『物語史の風景』、若草書房、中古文学研究叢書 1997年

### 訳・校注
- 根岸鎮衛『耳袋 江戸南町奉行の集録した事件や民間伝承』(教育社新書 原本現代訳)1980年
- 紀貫之『土佐日記』校注 『新日本古典文学大系』岩波書店　1989年
- 釈迢空『海やまのあひだ』(和歌文学大系)、明治書院、 2005年

## 参考
- 『境界からの発想』著者紹介
- 長谷川政春 - J-GLOBAL